# نادي أوروك
نادي اوروك الرياضي هو فريق كرة قدم عراقي مقره في المثنى، تأسس سنة (2003) يلعب في الدوري العراقي الدرجة الثانية.

## روابط خارجية
- نادي أوروك على Goalzz.com
- أندية العراق - تواريخ التأسيس